# Štovanje
Štovanje (lat. veneratio, grč. τιμάω, timao), čin je štovanja svetaca, osoba za koje je utvrđen visok stupanj pobožnosti i svetosti. Anđeli se na sličan način poštuju u mnogim religijama. Štovanje svetaca službeno ili neslužbeno prakticiraju pripadnici grana svih velikih religija, uključujući kršćanstvo, judaizam, hinduizam, islam i budizam.
Unutar kršćanstva, štovanje njeguju Katolička (Rimokatolička, Grkokatolička i Istočne katoličke Crkve) i Pravoslavne Crkve, a sve imaju različite procese kanonizacije ili slavljenja. U katoličkim i pravoslavnim crkvama štovanje se izražava križanjem ispred slika, ikona, relikvija ili kipova svetaca, molitvom za zagovor ili odlaskom na hodočašće na mjesta povezana sa svetcima. Općenito, protestanti ne prakticiraju štovanje ili zagovaranje svetcima.
Hinduizam ima dugu tradiciju štovanja svetaca, izraženog prema raznim guruima i učiteljima svetosti, živima i mrtvima. Razne grane budizma uključuju službeno liturgijsko štovanje svetaca, s tim da mahajanski budizam klasificira stupnjeve svetosti.
U islamu, štovanje svetaca prakticiraju mnogi sljedbenici tradicijskoga sunitskog islama (sunitski sufiji, na primjer) i šiitskog islama, a to se čini u mnogim dijelovima svijeta poput Turske, Egipta, južne i jugoistočne Azije. Vahabisti i sl. ne prihvaćaju ovu praksu.
Ne postoji klasično ili službeno priznavanje svetaca u judaizmu, ali postoji duga povijest štovanja biblijskih junaka (Sudci) i mučenika. Kod marokanskih Židova postoji duga i raširena tradicija štovanja svetaca.